# Jean Todt
Jean Todt (Pierrefort, Francuska, 25. veljače 1946.) je bivši francuski reli vozač i šef momčadi Formule 1 Scuderia Ferrari. U tri mandata (2009. – 2021.) obnašao je dužnost predsjednika Međunarodne automobilističke federacije.

## Životopis
Rođen je 25. veljače 1946. (neki izvori tvrde da je to bilo dan kasnije) u Pierrefortu, stotinjak kilometara od Clermont-Ferranda. Bio je sin liječnika, poljskog Židova koji se sa 17 godina doselio u Francusku. Školovao se u Parizu, gdje ga je otac poslao u pariško elitno predgrađe Neuilly u uglednu trgovačku školu, a ondje su ga sudbina i narav otrgli od roditeljskih planova. 
Sredinom 1960-ih mladić se s prijateljem Jean-Claudeom Lefebvreom počeo zanimati za utrke, pogotovo relije, a natjecateljsku karijeru započeo je kad je posudio očev Mini Cooper S i pustio prijatelja da vozi dok je on bio u ulozi suvozača. Njegova prva profesionalna vožnja bila je s NSU-om, kao suvozač u Guyu Chasseuilu. Potom se pokušao utrkivati neko vrijeme prije nego što je shvatio da mu više odgovara biti suvozač. U reliju se počeo natjecati 1969. u Ford Capriju s Jean-Francoisom Piotom.
Prva značajna pobjeda dolazi sljedeće godine na utrci Tour de France, koja je u automobilističkom svijetu bila danas zaboravljena kombinacija relija i utrka na kružnim stazama, a upravo je to izdanje izazvalo najviše medijske pozornosti dotad. Matra je prijavila dva prototipa MS650, koji su, očekivano, pomeli konkurenciju cestovnih automobila. Todt se našao u ekipi s dva velikana, Patrickom Depaillerom i Jean-Pierreom Beltoiseom, a koliko su u pobjedi udjela imale njegove navigatorske sposobnosti može se samo nagađati. No, scene Le Mans prototipova koji jure regularnim prometnicama urezale su se u sjećanje francuske javnosti, a mladić je postao tražena roba u svijetu relija.
U sljedećih nekoliko godina udružio se s raznim vrhunskim imenima, osvojivši portugalski reli 1971. s Jean-Pierreom Nicolasom, ali i sjedeći uz Rauna Aaltonena, Ovea Anderssona i Achima Warmbolda. Godine 1975. postao je predstavnik FISA-e za vozače relija.
Todt se tada povukao iz natjecanja i 1982. dobio je zadatak da postavi Peugeot Talbot Sport za dizajn i razvoj 205 Turbo 16 motora za Svjetsko reli prvenstvo. Automobil Peugeot 205 je osvojio svoj prvi reli u rukama Ari Vatanena na 1000 jezera u Finskoj 1984. godine i dominirao na Svjetskom prvenstvu u reliju 1985. i 1986. sa 16 pobjeda i dva naslova.
Godine 1990. Peugeot Sport se okrenuo na sportske automobile, a 1992. su osvojili 24 sata Le Mansa s Derekom Warwickom, Yannickom Dalmasom i Markom Blundellom kao vozačima.